# Convocações para a Copa do Mundo FIFA de 1934
Este artigo lista os convocados para a Copa do Mundo FIFA de 1934, competição realizada entre 27 de maio e 10 de junho daquele ano.
Brasil e Tchecoslováquia foram as únicas seleções a ter jogadores de equipes estrangeiras.

## Itália
- Treinador: Vittorio Pozzo

## Tchecoslováquia
- Treinador: Karel Petrů

## Alemanha
- Treinador: Otto Nerz

## Áustria
- Treinador: Hugo Meisl

## Espanha
- Treinador: Amadeo García

## Hungria
- Treinador: Ödön Nádas

## Suíça
- Treinador: Heinrich Müller

## Suécia
- Treinador:  József Nagy

## França
- Treinador:  George Kimpton

## Países Baixos
- Treinador:  Bob Glendenning

## Argentina
- Treinador: Felipe Pascucci

## Romênia
- Treinadores: Josef Uridil e Costel Rădulescu

## Egito
- Treinador:  James McRea

## Brasil
- Treinador: Luiz Vinhaes

## Bélgica
- Treinador: Hector Goetinck

## Estados Unidos
- Treinador: David Gould